# Judit Mascó
Judit Mascó i Palau (Barcellona, 12 ottobre 1969) è una modella, scrittrice e conduttrice televisiva spagnola.